# .qa
.qaは国別コードトップレベルドメイン（ccTLD）の一つで、カタールに割り当てられている。